# Brittiska mästerskapet 1886/1887
Brittiska mästerskapet 1886/1887 var den 4:e upplagan av Brittiska mästerskapet i fotboll. Skottland tog sin fjärde titel. Irland slutade på fjärdeplats de föregående säsonger, men denna säsongen slutade man för första gången på tredjeplats före Wales

## Tabell
| Nr | Lag       | S | V | O | F | GM | IM | MS  | P |
| -- | --------- | - | - | - | - | -- | -- | --- | - |
| 1  | Skottland | 3 | 3 | 0 | 0 | 9  | 3  | +6  | 6 |
| 2  | England   | 3 | 2 | 0 | 1 | 13 | 3  | +10 | 4 |
| 3  | Irland    | 3 | 1 | 0 | 2 | 5  | 12 | −7  | 2 |
| 4  | Wales     | 3 | 0 | 0 | 3 | 1  | 10 | −9  | 0 |

## Matcher
|  | 5 februari 1887 | England                                                | 7 – 0 | Irland | Bramall Lane |           |
|  |                 | Tinsley Lindley ×3 Fred Dewhurst ×2 William Cobbold ×2 |       |        | Sheffield    | Sheffield |
|  |                 |                                                        |       |        | Sheffield    | Sheffield |
|  |                 |                                                        |       |        | Sheffield    | Sheffield |

|  | 19 februari 1887 | Skottland                                                             | 4 – 1   | Irland               | Hampden Park                                           |                                                        |
|  |                  | Willie Watt 5′ Tom Jenkinson 43′ William Johnstone 55′ James Lowe 75′ | (2 – 1) | 41′ Frederick Browne | Glasgow Publik: 1 000 Domare: Alexander Hunter (Wales) | Glasgow Publik: 1 000 Domare: Alexander Hunter (Wales) |
|  |                  |                                                                       |         |                      | Glasgow Publik: 1 000 Domare: Alexander Hunter (Wales) | Glasgow Publik: 1 000 Domare: Alexander Hunter (Wales) |
|  |                  |                                                                       |         |                      | Glasgow Publik: 1 000 Domare: Alexander Hunter (Wales) | Glasgow Publik: 1 000 Domare: Alexander Hunter (Wales) |

|  | 28 februari 1887 | England                                     | 4 – 0 | Wales | Kennington Oval |        |
|  |                  | Tinsley Lindley ×2 William Cobbold Självmål |       |       | London          | London |
|  |                  |                                             |       |       | London          | London |
|  |                  |                                             |       |       | London          | London |

|  | 12 mars 1887 | Irland                                                    | 4 – 1 | Wales        | Cliftonville Cricket Ground |         |
|  |              | Olphie Stanfield Frederick Browne Jack Peden Joe Sherrard |       | Henry Sabine | Belfast                     | Belfast |
|  |              |                                                           |       |              | Belfast                     | Belfast |
|  |              |                                                           |       |              | Belfast                     | Belfast |

|  | 19 mars 1887 | England                               | 2 – 3   | Skottland                                        | Leamington Road                                         |                                                         |
|  |              | Tinsley Lindley 32′ Fred Dewhurst 69′ | (1 – 1) | 30′ James McCall 68′ Leitch Keir 70′ James Allan | Blackburn Publik: 12 000 Domare: John Sinclair (Irland) | Blackburn Publik: 12 000 Domare: John Sinclair (Irland) |
|  |              |                                       |         |                                                  | Blackburn Publik: 12 000 Domare: John Sinclair (Irland) | Blackburn Publik: 12 000 Domare: John Sinclair (Irland) |
|  |              |                                       |         |                                                  | Blackburn Publik: 12 000 Domare: John Sinclair (Irland) | Blackburn Publik: 12 000 Domare: John Sinclair (Irland) |

|  | 21 mars 1887 | Wales | 0 – 2   | Skottland                             | Racecourse Ground                                           |                                                             |
|  |              |       | (0 – 1) | 40′ William Robertson 80′ James Allan | Wrexham Publik: 2 000 Domare: Albert Bertram Hall (England) | Wrexham Publik: 2 000 Domare: Albert Bertram Hall (England) |
|  |              |       |         |                                       | Wrexham Publik: 2 000 Domare: Albert Bertram Hall (England) | Wrexham Publik: 2 000 Domare: Albert Bertram Hall (England) |
|  |              |       |         |                                       | Wrexham Publik: 2 000 Domare: Albert Bertram Hall (England) | Wrexham Publik: 2 000 Domare: Albert Bertram Hall (England) |